# محمد البسيوني
محمد البسيوني (مواليد 10 مايو 1990) لاعب كرة يد مصري يلعب لصالح نادي الزمالك المصري ويمثل منتخب مصر.

## روابط خارجية
- محمد البسيوني على موقع أوليمبيديا (الإنجليزية)